# کران (گروه موسیقی)
کران (به انگلیسی: Charon) یک گروه موسیقی فنلاندی است.

## دیسکوگرافی

### آلبوم‌ها
- Sorrowburn - ۱۹۹۸
- Tearstained - ۲۰۰۰
- Downhearted - ۲۰۰۱
- The Dying Daylights - ۲۰۰۳
- Songs for the Sinners - ۲۰۰۵

### تکی‌ها
- Little Angel - ۲۰۰۱
- In Trust of No One - ۲۰۰۳
- Religious/Delicious - ۲۰۰۳
- Ride on Tears - ۲۰۰۵
- Colder - ۲۰۰۵